# Eunbi & Kkabi: 1000 gute Taten
Eunbi & Kkabi: 1000 gute Taten (Originaltitel: Eunbi & Kkabi) ist eine slowakische Zeichentrickserie aus dem Jahr 1991.

## Handlung
Die kleine Elfe Eunbi und das kleine Teufelchen Kkabi haben die Aufgabe 1000 gute Taten zu vollbringen. Dabei ist Eunbi die vernünftige Wohltäterin, während Kkabi etwas frech ist und manchmal alles verschlimmert. Sie haben ein aus Wolken gebautes Flugzeug, mit dem sie um die Welt reisen, um den Menschen in Not zu helfen. Dabei erleben sie viele Abenteuer und Geschichten.

## Produktion und Veröffentlichung
Die Serie wurde 1991 unter der Regie von Min Young Mun und dem Drehbuch von Choi Jin Bak und Jung Hyun Soo in der Slowakei produziert. Die Musik stammt dabei von Lee Nam Heung und Wang Jun Ki. Die deutsche Erstausstrahlung fand am 4. Oktober 2011 auf Anixe statt. Weitere Wiederholungen erfolgten ebenfalls auf Das Vierte und Junior.

## Episodenliste
| Folge | deutscher Titel                         | deutsche Erstausstrahlung | Originaltitel                         |
| 1     | Spieglein, Spieglein an der Wand        | 04.10.2011                | The precious back rack                |
| 2     | Die Kette des Meisterdiebs              | 05.10.2011                | The tear of a thief                   |
| 3     | Das Huhn, das goldene Eier legte        | 06.10.2011                | The goose that laid golden eggs       |
| 4     | Die unzufriedene Garnele                | 07.10.2011                | The frawn that turned into a crawfish |
| 5     | Prinzessin Vega und der Hirte           | 10.10.2011                | The tale of Gyun-Woo and Jik-Nyo      |
| 6     | Die seltsame Verwandlung                | 11.10.2011                | The sleepyhead who turned into a cow  |
| 7     | Der blaue und der weiße Fächer          | 12.10.2011                | Blue fan, white fan                   |
| 8     | Die aufopferungsbereiten Elstern        | 13.10.2011                | The grateful magpie                   |
| 9     | Der Trick mit dem Spiegel               | 14.10.2011                | The mirror                            |
| 10    | Der Meeresprinz und der arme Bauer      | 17.10.2011                | The blue crystal                      |
| 11    | Der zweite Sohn                         | 18.10.2011                | The man who lost himself              |
| 12    | Der wunderbare Glückskrug               | 19.10.2011                | Three greedy men and a jara           |
| 13    | Das Kleid der Fee                       | 20.10.2011                | The woodsman and the fairy            |
| 14    | Die süße Lüge                           | 21.10.2011                | The hidden lies                       |
| 15    | Der undankbare Stiefsohn                | 24.10.2011                | White grass                           |
| 16    | Der wundersame Krug                     | 25.10.2011                | Mysterious stone grinder              |
| 17    | Die Reise in den Himmel                 | 26.10.2011                | Two extraordinary old mena            |
| 18    | Die Odyssee der Felsen                  | 27.10.2011                | Legend of stone                       |
| 19    | Der Tiger und der Kuhdieb               | 28.10.2011                | A tiger with a dried permission       |
| 20    | Der Dank der Karpfen                    | 02.11.2011                | Fated life                            |
| 21    | Das Sternenmädchen und der Teufelsstern | 03.11.2011                | Star babe                             |
| 22    | Das klatschsüchtige Weib                | 04.11.2011                | A gossip an a chestnut tree           |
| 23    | Das Wildschwein und der Diener          | 07.11.2011                | A pig and a farm servant              |
| 24    | Das goldene Kalb                        | 08.11.2011                | the duped liar                        |
| 25    | Der wahre Freund                        | 09.11.2011                | True friendship                       |
| 26    | Wettbewerb im Steinewerfen              | 10.04.2012                | Sibling’s Power                       |